# Ільцаранова Валентина Бадмінівна
Валентина Бадмінівна Ільцаранова (нар. 16 жовтня 1939, радгосп Західний, Калмицька АРСР - 14 січня 2010, Еліста, Калмикія) - Заслужена артистка РРФСР (1984), Народна артистка Російської Федерації (1994), Почесний громадянин Республіки Калмикія (2000).

## Біографія
Валентина Ільцаранова народилася 16 жовтня 1939 року в радгоспі «Західний» Цілинного району. За спогадами співачки, за народження вона отримала калмицьке ім'я Німіт на честь буддійського божества. Вже пізніше у Сибіру її почали називати Валентина. Співати вона любила змалку. Багато пісень майбутня співачка дізналася від своєї бабусі Чуурльг, знавця усної народної творчості.
Її творча біографія починається після повернення калмицького народу з Сибіру. Після навчання в Елісті та Москві в 1961 році Ільцаранова стала солісткою Калмицького державного ансамблю пісні та танцю «Тюльпан». У 1974 році на відмінно закінчила Всесоюзну театральну естрадну майстерню. У 1982 році закінчила вокальне відділення Елістинського музичного училища. В 1978 разом з колегами по «Тюльпану» стала дипломантом Всеросійського огляду ансамблів пісні і танцю в Москві. Для шанувальників Валентина Бадмінівна була уособленням народного таланту. За унікальний тембр голосу в народі її звали «степовим жайворонком».
Кожна пісня у виконанні артистки ставала шедевром вокального мистецтва: «Харада», «Эльстин вальс», «Торга» — ці пісні стали візитівкою виконавиці. Ільцаранова активно гастролювала по республіці та за її межами, була завжди готова їхати в найвіддаленіші села Калмикії.
Особливе місце у творчій біографії артистки займала робота у Національному оркестрі Калмикії. Вболіваючи душею за калмицьке мистецтво співачка щедро ділилася з молодим колективом своїм досвідом, багатством свого репертуару, намагалася підтримувати виконавців-початківців. Померла 14 січня 2010 року.

## Нагороди
У 1965 році удостоєна звання «Заслужена артистка Калмицької АРСР». У 1981 році удостоєна звання «Народна артистка Калмицької АРСР». У 1984 році удостоєна звання «Заслужена артистка РРФСР». У 1987 році стала лауреатом премії Калмицької АРСР імені Героя Радянського Союзу О.І. Городовікова. У 1994 році Указом Президента РФ удостоєна звання «Народна артистка Російської Федерації». В 2000 році присвоєно звання Почесного громадянина Республіки Калмикія.